# Арнульфо Ернандес
Арнульфо Ернандес Гонса́лес (ісп. Arnulfo Hernández González; нар. 12 вересня 1973) — колумбійський борець вільного та греко-римського стилів, дворазовий срібний та п'ятиразовий бронзовий призер Панамериканських чемпіонатів, дворазовий срібний та бронзовий призер Південноамериканських ігор, дворазовий срібний та дворазовий бронзовий призер Центральноамериканських і Карибських ігор, чемпіон, п'ятиразовий срібний та бронзовий призер Боліваріанських ігор, срібний та бронзовий призер Тихоокеанських ігор.

## Життєпис
Боротьбою почав займатися з 1985 року.
Виступає за клуб Liga Militar de Lucha FF.A.A. Тренер — Ісідро Канедо.

## Спортивні результати на міжнародних змаганнях

### Виступи на Чемпіонатах світу
| Змагання                        | Збірна   | Вагова категорія                  | Місце |
| ------------------------------- | -------- | --------------------------------- | ----- |
| Чемпіонат світу з боротьби 1995 | Колумбія | греко-римська боротьба, до 100 кг | 21    |
| Чемпіонат світу з боротьби 1998 | Колумбія | вільна боротьба, до 97 кг         | 11    |

### Виступи на Панамериканських чемпіонатах
| Змагання                                   | Збірна   | Вагова категорія                  | Місце  |
| ------------------------------------------ | -------- | --------------------------------- | ------ |
| Панамериканський чемпіонат з боротьби 1984 | Колумбія | греко-римська боротьба, до 100 кг | Бронза |
| Панамериканський чемпіонат з боротьби 1994 | Колумбія | греко-римська боротьба, до 100 кг | Бронза |
| Панамериканський чемпіонат з боротьби 1994 | Колумбія | вільна боротьба, до 100 кг        | Срібло |
| Панамериканський чемпіонат з боротьби 1997 | Колумбія | вільна боротьба, до 97 кг         | Бронза |
| Панамериканський чемпіонат з боротьби 1997 | Колумбія | греко-римська боротьба, до 97 кг  | Срібло |
| Панамериканський чемпіонат з боротьби 1998 | Колумбія | греко-римська боротьба, до 97 кг  | 8      |
| Панамериканський чемпіонат з боротьби 1998 | Колумбія | вільна боротьба, до 97 кг         | 4      |
| Панамериканський чемпіонат з боротьби 2000 | Колумбія | вільна боротьба, до 97 кг         | 4      |
| Панамериканський чемпіонат з боротьби 2001 | Колумбія | вільна боротьба, до 97 кг         | Бронза |
| Панамериканський чемпіонат з боротьби 2002 | Колумбія | вільна боротьба, до 96 кг         | 4      |
| Панамериканський чемпіонат з боротьби 2003 | Колумбія | вільна боротьба, до 96 кг         | 4      |
| Панамериканський чемпіонат з боротьби 2005 | Колумбія | вільна боротьба, до 96 кг         | 5      |
| Панамериканський чемпіонат з боротьби 2007 | Колумбія | вільна боротьба, до 96 кг         | Бронза |

### Виступи на Панамериканських іграх
| Змагання                  | Збірна   | Вагова категорія                 | Місце |
| ------------------------- | -------- | -------------------------------- | ----- |
| Панамериканські ігри 1999 | Колумбія | греко-римська боротьба, до 97 кг | 4     |
| Панамериканські ігри 1999 | Колумбія | вільна боротьба, до 97 кг        | 4     |
| Панамериканські ігри 2003 | Колумбія | вільна боротьба, до 96 кг        | 4     |
| Панамериканські ігри 2007 | Колумбія | вільна боротьба, до 96 кг        | 5     |

### Виступи на Південноамериканських іграх
| Змагання                       | Збірна   | Вагова категорія                  | Місце  |
| ------------------------------ | -------- | --------------------------------- | ------ |
| Південноамериканські ігри 1994 | Колумбія | греко-римська боротьба, до 100 кг | Срібло |
| Південноамериканські ігри 1999 | Колумбія | вільна боротьба, до 100 кг        | Бронза |
| Південноамериканські ігри 2006 | Колумбія | вільна боротьба, до 96 кг         | Срібло |

### Виступи на Центральноамериканських і Карибських іграх
| Змагання                                     | Збірна   | Вагова категорія                 | Місце  |
| -------------------------------------------- | -------- | -------------------------------- | ------ |
| Центральноамериканські і Карибські ігри 1996 | Колумбія | вільна боротьба, до 96 кг        | Бронза |
| Центральноамериканські і Карибські ігри 2002 | Колумбія | вільна боротьба, до 96 кг        | Срібло |
| Центральноамериканські і Карибські ігри 2002 | Колумбія | греко-римська боротьба, до 96 кг | Срібло |
| Центральноамериканські і Карибські ігри 2006 | Колумбія | вільна боротьба, до 96 кг        | Бронза |

### Виступи на Боліваріанських іграх
| Змагання                 | Збірна   | Вагова категорія                  | Місце  |
| ------------------------ | -------- | --------------------------------- | ------ |
| Боліваріанські ігри 1993 | Колумбія | вільна боротьба, до 100 кг        | Бронза |
| Боліваріанські ігри 1993 | Колумбія | греко-римська боротьба, до 100 кг | Срібло |
| Боліваріанські ігри 1997 | Колумбія | вільна боротьба, до 97 кг         | Срібло |
| Боліваріанські ігри 1997 | Колумбія | греко-римська боротьба, до 97 кг  | Срібло |
| Боліваріанські ігри 2001 | Колумбія | вільна боротьба, до 97 кг         | Золото |
| Боліваріанські ігри 2001 | Колумбія | греко-римська боротьба, до 97 кг  | Срібло |
| Боліваріанські ігри 2005 | Колумбія | вільна боротьба, до 96 кг         | Срібло |

### Виступи на Тихоокеанських іграх
| Змагання                | Збірна   | Вагова категорія                  | Місце  |
| ----------------------- | -------- | --------------------------------- | ------ |
| Тихоокеанські ігри 1995 | Колумбія | греко-римська боротьба, до 130 кг | Срібло |
| Тихоокеанські ігри 1995 | Колумбія | вільна боротьба, до 100 кг        | Бронза |

### Виступи на інших змаганнях
| Змагання                                                             | Збірна   | Вагова категорія           | Місце |
| -------------------------------------------------------------------- | -------- | -------------------------- | ----- |
| Панамериканський Олімпійський кваліфікаційний турнір з боротьби 1996 | Колумбія | вільна боротьба, до 100 кг | 5     |